# Louis Blanquart de Bailleul
Pour les articles homonymes, voir Blanckaert et Bailleul.
Louis-Marie-Edmond Blanquart de Bailleul, né à Calais le 8 septembre 1795, mort à Versailles le 30 décembre 1868, est un archevêque français.

## Biographie
Plus jeune des trois fils de Henri-Joseph Blanquart de Bailleul, magistrat, député et maire de Calais. Après des études de droit à Paris, il exerce, à partir de 1818, la profession d'avocat, puis se détourne de cette carrière juridique et entre au Séminaire Saint-Sulpice en 1828.
Il est grand-vicaire à Versailles, quand il est nommé, au mois de juin 1830, à l'évêché de Beauvais. Sacré évêque de Versailles le 27 janvier 1833, son épiscopat versaillais dure une dizaine d'années, au cours de laquelle, il fonde les petit et grand séminaires de Versailles, ainsi qu'une Caisse et une maison de retraite pour les prêtres âgés ou infirmes. Le 12 novembre 1843, il consacre solennellement la cathédrale Saint-Louis de Versailles.
En 1843, il est promu commandeur de la Légion d'honneur.
Il est nommé archevêque de Rouen par ordonnance royale du 3 mars 1844. De ce fait, il est membre honoraire de l'Académie de Rouen.
À la cathédrale, il rétablit la maîtrise pour donner aux offices plus de solennité. 
Le 9 novembre 1844, il fonde la congrégation des sœurs garde-malades de La Compassion de Rouen, des religieuses vouées au soin des malades. 
En 1850, il convoque à Rouen un concile provincial et promulgue 25 décrets.
Le 20 mai 1850, Blanquart de Bailleul approuve officiellement les statuts et les constitutions de la Congrégation Notre-Dame de Charité de Rouen.
Le 25 mars 1853, lors d'une visite ad limina à Rome, il est élevé à la dignité de comte romain et d'assistant au trône pontifical par le pape Pie IX.  
Blanquart de Bailleul a été l'un des défenseurs les plus persévérants de la liberté d'enseignement, et s'est montré en 1852 le partisan résolu des auteurs classiques.
Malade, il démissionne le 22 février 1858, se retire à Versailles et est nommé par l'empereur Napoléon III chanoine du chapitre impérial de Saint-Denis. Il meurt le 30 décembre 1868 à Versailles, à l'âge de 73 ans, ses funérailles sont célébrées solennellement dans la cathédrale de Rouen le 12 janvier 1869. Il est inhumé dans le caveau des archevêques, et la chapelle de la Vierge de la cathédrale, où l'épitaphe ci-dessous se trouve gravée : 
Le musée des beaux-arts de Rouen en conserve un portrait réalisé par Alexandre-Amédée Dupuy Delaroche et daté de 1872 : Monseigneur Blanquart de Bailleul archevêque de Rouen [infobox].

## Succession apostolique
Louis Blanquart de Bailleul a ordonné les évêques suivants :
- Évêque François-Victor Rivet (1838)
- Évêque Jacques-Louis Daniel (1853)

## Armoiries
D'azur à un chevron d'argent accompagné en pointe d'une billette de même. La devise de sa famille était : Simples et fidelis.

## Sources bibliographiques
- Anonyme, Monseigneur Blanquart De Bailleul, Ancien Archevêque De Rouen, Rouen, Imprimerie Cagniard, 1869.
- Abbé Julien Loth, Monseigneur Blanquart De Bailleul, 97e Archevêque de Rouen, sa vie, sa mort, son oraison funèbre et ses funérailles, Rouen, Librairie Fleury, 1869.
- Mgr Théodore-Augustin Forcade, Éloge funèbre de Mgr Louis-Marie-Edmond Blanquart de Bailleul, ancien évêque de Versailles, ancien archevêque de Rouen, prononcé à ses obsèques dans la métropole de Rouen, le 12 janvier 1869, Nevers, Paulin Fay, imprimeur de l'évêché, 1869.
- Chanoine Auguste Reneault, La Congrégation des Sœurs garde-malades de La Compassion de Rouen fondée par Mgr Blanquart de Bailleul, Fécamp, Imprimerie de Louis Durand et fils, 1925.